# Arkoi
Arkoi (Grieks: Αρκοί) is een klein Grieks eiland in de Egeïsche Zee. Het behoort tot de eilandengroep Dodekanesos en de gemeente Patmos. Het dichtstbijzijnde eiland is Lipsi, dat ongeveer 5 kilometer ten zuiden van het eiland ligt. Het hoogste punt op Arkoi is 114 meter.

## Externe link

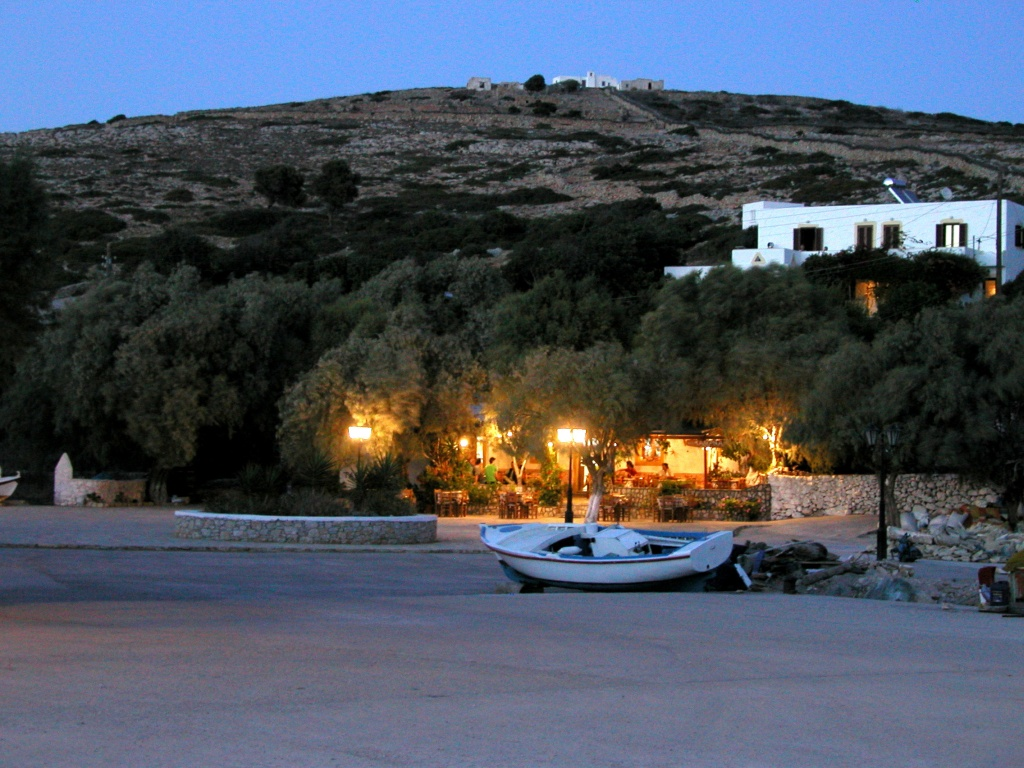
Arkoi